# 下島 (天草諸島)
下島（しもしま）は、熊本県の天草諸島にある島。天草市と天草郡苓北町に属する。

## 地理
西岸は天草灘（東シナ海）に、東岸は八代海に、北側は有明海（島原湾）および早崎瀬戸と面しており、隣接する主要な島として本渡瀬戸を挟んだ上島と長島海峡を挟んだ長島が存在する。面積は約574.01平方キロメートルと熊本県で最大の島であり、日本列島の中では本州など4島を除くと面積第8位である。
半島の北西部には富岡半島があるがこれは陸繋島と考えられている。西海岸は場所により50メートルを超える海食崖になっており、景勝地に妙見浦がある。断崖をなす地層は白亜紀の姫浦層群の砂岩と頁岩の互層からなり、海底で堆積したものが隆起してできたものである。
下島南部の牛深地域では、魚貫湾（おにきわん）、須口湾、久玉湾、浅海湾（あさみわん）、深海湾（ふかみわん）など大小の湾が湾入して複雑な海岸線になっている。また、天草灘側には桑島、大島、龍仙島（片島）など、八代海側には築ノ島、法ヶ島、牛島、戸島などの小島が点在する。
下島の南部の東側海域は八代海という内湾ながらも北部よりも東シナ海との接続性が比較的に高いため、外洋との海水の交換や岩礁性の海底地形が特徴的である。

### 主な山
- 天竺 - 天草下島で最高峰（標高538m）の山
- 六郎次山
- 柱岳
- 行人岳
- 角山

### 主な河川
- 一町田川

### 主な水域
- 早崎瀬戸
- 本渡瀬戸
- 羊角湾

## 自然
牛深町の周辺は雲仙天草国立公園に指定されており、東シナ海の海水の影響から高緯度であるがイシサンゴ目等のサンゴの群集やクロメやホンダワラ類などのガラモ場の分布として知られている。また、島の北西部の苓北町（旧富岡町）にはイソモク、マメタワラ、ヤツマタモク、アカモクが見られ、島の南部にある長崎鼻にもアマモ等のガラモ場が存在しており、本島の南西部にある片島、大島、桑島もクシハダミドリイシやエンタクミドリイシ等の造礁サンゴに関しては九州西部全体でも特筆すべき分布地である。この他にも、苓北町の富岡半島は県指定の天然記念物であるハマジンチョウの自生地でもある。
早崎瀬戸はミナミハンドウイルカの生息地として知られ、スナメリなども付近に分布している。下島自体もウミガメ類の産卵地および採餌海域である。また、西彼杵半島や甑島列島はかつての捕鯨の基地であり、野間半島でも2003年まではホエールウォッチングが行われていたなど下島も大型鯨類の回遊の途上にあった可能性が高く、実際に牛深市（旧牛深町）の沿岸がヒゲクジラ類の分布域であった可能性を示唆させる記録が存在する。

## 交通

### 空路
天草飛行場は福岡空港と熊本空港を結んでいる。

### バス路線
運行はすべて九州産交バス・産交バスが行う。
（1）本渡バスセンターを始発とする路線
- 本渡⇒宮地岳⇒新合⇒一町田⇒早浦橋⇒久玉⇒牛深港⇒牛深市民病院線（国道266号回り。）
- 本渡⇒楠浦⇒小宮地⇒宮地浦⇒中田⇒上平線（東海岸路線）
- 本渡⇒楠浦⇒小宮地⇒宮地浦⇒立⇒下大多尾線
- 本渡⇒楠浦⇒小宮地⇒碇石⇒新合⇒一町田線
- 本渡⇒楠浦⇒方原線
- 本渡⇒仮俣⇒福連木⇒下田温泉⇒国民宿舎⇒高浜線
- 本渡⇒一の瀬⇒寺領⇒平床⇒鶴野々線
- 本渡⇒総合庁舎⇒鬼池港⇒二江漁協前⇒通詞線
- 本渡⇒労働庁舎⇒鬼池港
- 本渡⇒手野⇒二江⇒坂瀬川⇒富岡港線
- 本渡⇒上半河内線
- 本渡⇒総合庁舎⇒一の瀬⇒天草空港線
- 市街地循環バスのってみゅうかー（北部循環・南部循環）

（2）それ以外を始発とする路線
- 富岡港⇒都呂々⇒下田温泉⇒国民宿舎⇒高浜線
- 高浜⇒大江⇒一町田⇒河浦高校線。
- 河浦病院⇒一町田⇒新合⇒峠⇒上平⇒山の浦⇒牛深港線
- 桜町BT⇒熊本駅⇒宇土⇒登立⇒松島⇒本渡⇒天草車庫（快速あまくさ号）

### 航路
- 富岡港 - 茂木港（苓北観光汽船高速船）
- 鬼池港 - 口之津港(島鉄フェリー)
- 本渡港 - 棚底港 - 御所浦港 - 姫戸港 - 八代港（天草観光汽船）
- 中田港 - 片側港 - 諸浦港（天長フェリー）
- 牛深港 - 蔵之元港（三和商船カーフェリー）

### 道路

#### 国道
- 国道266号
- 国道324号
- 国道389号

#### 主要地方道
- 熊本県道24号本渡下田線
- 熊本県道26号本渡牛深線
- 熊本県道35号牛深天草線
- 熊本県道44号本渡苓北線
- 熊本県道47号本渡五和線

#### 一般県道
- 熊本県道278号宮地岳本渡線
- 熊本県道280号新合高浜港線
- 熊本県道281号坂瀬川御領線
- 熊本県道284号坂瀬川鬼池港線
- 熊本県道285号宮野河内新合線
- 熊本県道286号都呂々宮地岳線
- 熊本県道287号大宮地宮地岳線
- 熊本県道288号深海線
- 熊本県道289号大多尾新合線
- 熊本県道291号宮地岳今田線
- 熊本県道292号引地本町線
- 熊本県道293号福連木都呂々線
- 熊本県道326号碇石中田線

#### その他の道路
- 天草下島北部広域農道
- 基幹林道本渡大江線

## 主な施設
- 九州電力苓北発電所